# Taipei Municipal Stadium
Das Taipei Municipal Stadium ist ein Fußballstadion mit Leichtathletikanlage in Taipeh, Hauptstadt der Republik China (Taiwan). 

## Geschichte
Der Vorgängerbau wurde 1956 gebaut und meistens für Leichtathletikveranstaltungen verwendet und hatte eine Kapazität von 20.000 Plätzen. Der Musiker Michael Jackson hielt hier zwei Konzerte während seiner Dangerous World Tour am 4. und 6. September 1993 vor 80.000 Zuschauern ab.
Das alte Stadion wurde abgerissen und für die Sommer-Deaflympics 2009 zwischen Dezember 2006 und Juli 2009 neu gebaut. Neben dem Stadion liegt die 2005 eingeweihte Taipei Arena mit 15.000 Plätzen.
Am 3. Juli 2011 hatte das Stadion seine höchste Zuschauerzahl während eines Fußballspiels als die Taiwanische Fußballnationalmannschaft gegen die Mannschaft aus Malaysia in der Qualifikation zur WM 2014, als 15.335 Zuschauer das Spiel sahen.